# Какијамо
Какијамо је насеље у Италији у округу Ена, региону Сицилија.
Према процени из 2011. у насељу је живело 181 становника. Насеље се налази на надморској висини од 691 м.